# Daniel Salel
Daniel Salel (ur. 11 grudnia 1990) – kenijski lekkoatleta specjalizujący się w biegach długodystansowych.

## Osiągnięcia
- złoty medal mistrzostw świata juniorów młodszych (bieg na 3000 m, Ostrawa 2007)
- srebrny medal igrzysk Wspólnoty Narodów (bieg na 10 000 metrów, Nowe Delhi 2010)

## Rekordy życiowe
- bieg na milę – 3:54,72 (2009)
- bieg na 3000 m – 7:38,91 (2010)
- bieg na 5000 m – 13:08,23 (2010)
- bieg na 10 000 m – 27:07,85 (2010)
- bieg na 3000 m (hala) - 7:41,20 (2010)
- bieg na 5000 m (hala) – 13:15,89 (2010)
- półmaraton – 1:00:41 (2013)